# Joaquín IV

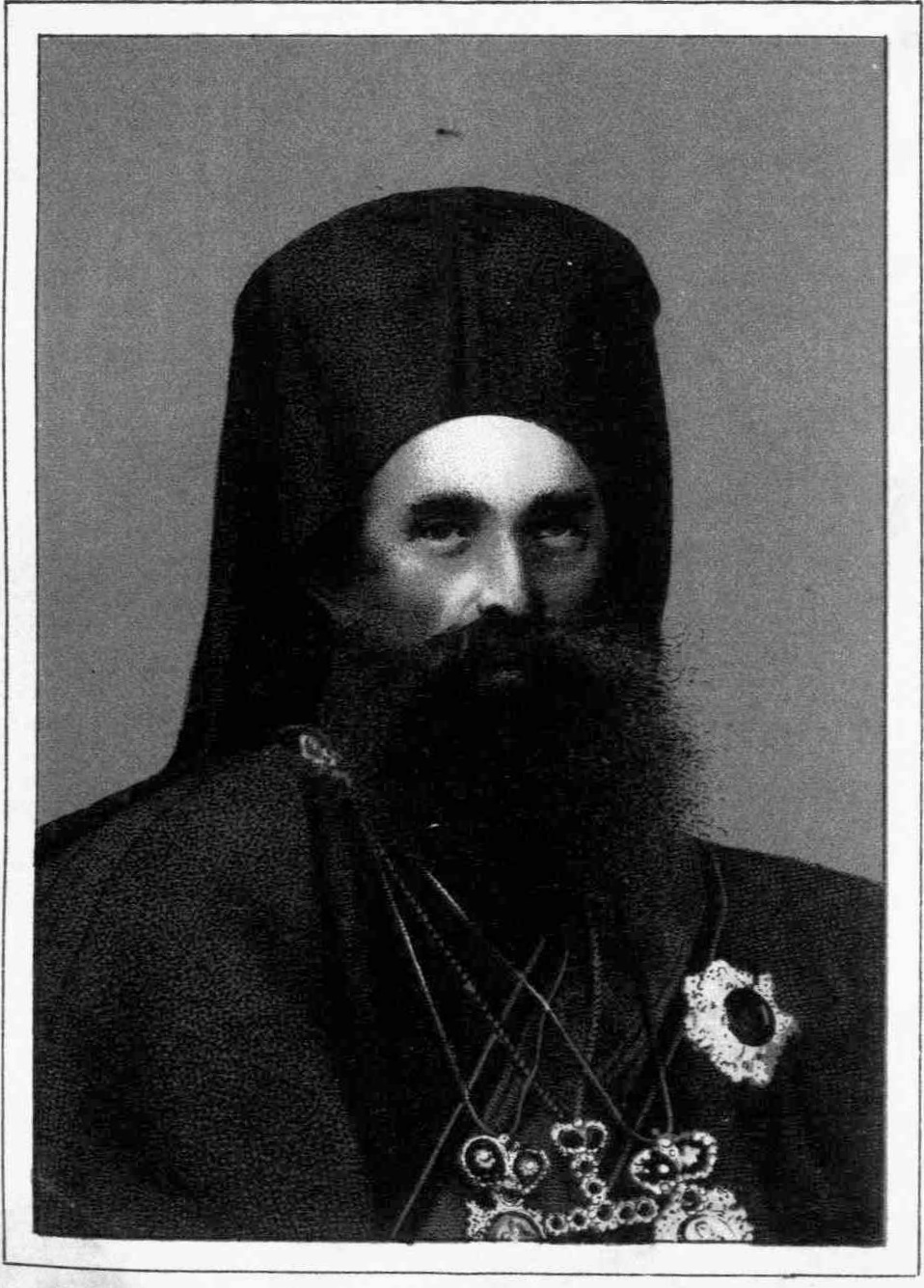

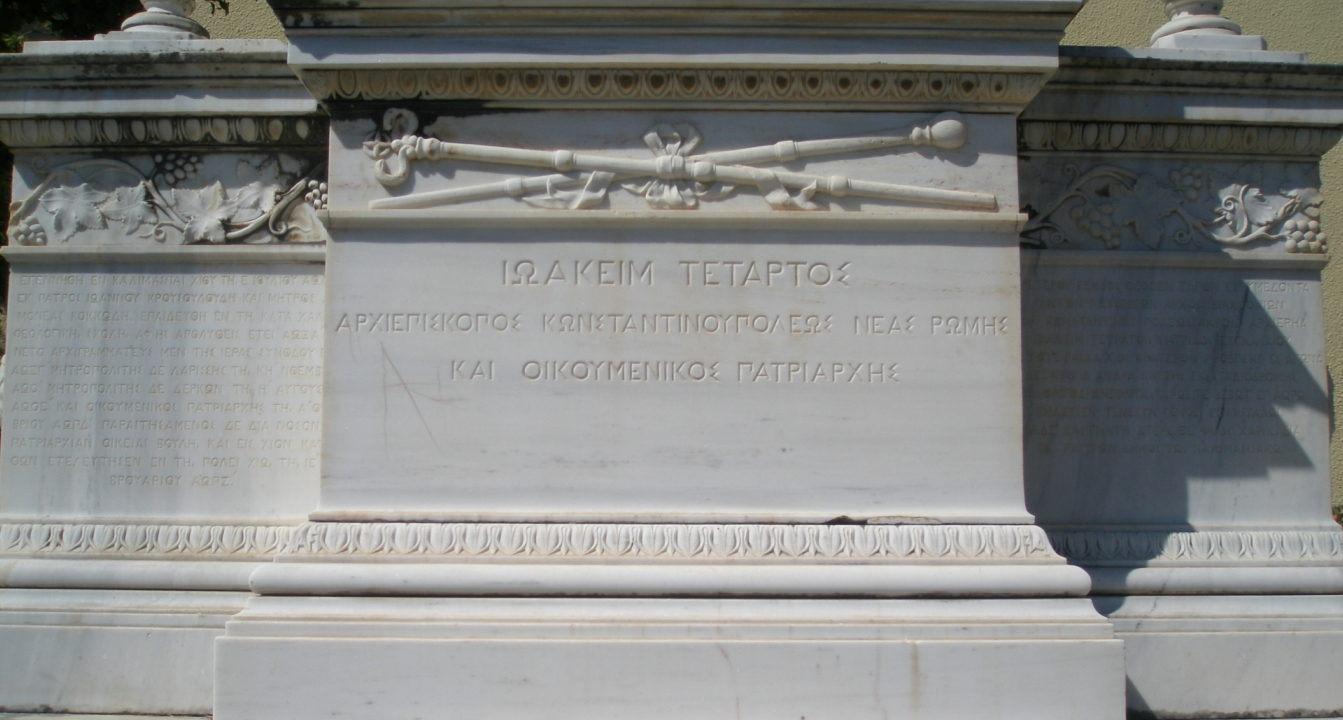
Sepulcro de Patriarca Joaquín IV en la isla de Quíos.

Joaquín IV (* 5 de julio de 1837 – † 15 de febrero de 1887) fue Patriarca de Constantinopla desde el 13 de octubre de 1884 hasta el 26 de noviembre de 1886.
Su madre era la hermana del patriarca de Joaquim II (Kokkodisa) (1860 - 1863 y 1873 - 1878 ).
Se graduó del Colegio Teológico en Halki; En 1860 tomó la tonsura monástica y se convirtió en el segundo, y desde enero de 1863, se convirtió en el  1er Secretario del Sínodo.
Consagrado obispo en 1870 y poner el Larisskim metropolitana. En 1875 fue enviado al Monte Athos para resolver la disputa alrededor del Monasterio de Panteleimon.
A partir de 1877  - Metropolitana Derkonsky; en 1880 dirigió la comisión sobre el caso del monasterio de Panteleimonov.
Elegido para el trono patriarcal el 1 de octubre de 1884 después de la renuncia forzada el 30 de marzo del mismo año, el patriarca Joachim III, quien recibió el apoyo de Rusia. Ya sus primeras acciones fueron censuradas por el organismo oficial del Sínodo sagrado ruso : en enero de 1885, en su artículo no firmado en la revista "Church Vestnik", el bizantino Ivan Troitsky, cercano a Pobedonostsev, expresó su desconcierto por el hecho de que le envió una carta notoria (pacífica) para los sínodos. diferentes de los que se enviaron a los patriarcas, así como con respecto al envío de una carta al Metropolitano Teodosio de Serbia (Mraovich), cuya elección, por iniciativa del rey serbio de Milán, con el consentimiento de Austria-Hungría, no fue reconocida por San Petersburgo.
Un número de otras medidas adoptadas por los causó desagrado del gobierno ruso: Karlovitskim comunión canónica con el Patriarca, el reconocimiento de la autocefalía de la Iglesia rumana y el divorcio, este mes de febrero 27 de 1886, el año del Patriarcado Gorcchakova Duquesa María (hija de Moldovan gospodarya- fanariotas Mihail Sturdza, se casó en 1868 en París con Konstantin Gorchakov  - el hijo del canciller A. M. Gorchakov ), cuyo caso estaba formalmente pendiente ante el Consistorio de San Petersburgo. En relación con el divorcio de Gorchakova, cuyo caso creó un precedente sin precedentes (además, en última instancia, se trataba de los derechos de herencia de las fincas rumanas de la princesa), el Fiscal Jefe Konstantin Pobedonostsev lo protestó personalmente. El órgano oficial del Santo Sínodo de Rusia llamado divorcio casa Gorcchakova "hecho lamentable de la interferencia en los asuntos de la Iglesia de los demás". Los argumentos canónicamente dudosos de Joaquín IV y su renuencia a ceder ante las demandas del gobierno ruso suscitaron críticas en el Sínodo de la Gran Iglesia y por parte del ex Patriarca Joaquín III.
Trinity vio en su línea con respecto a otras "tendencias papistas" de las Iglesias locales. La revisión anual de los eventos de la Trinidad durante el año pasado en el Oriente ortodoxo en enero de 1887, después de la abdicación de la enfermedad por parte del Patriarca el 14 de noviembre de 1886, fue una lista de reclamos y reproches contra él del Sínodo ruso, así como referencias a críticas en la prensa griega.
En reposo vivió en Esmirna, luego en su nativa Chios, donde murió. Enterrado en la Iglesia de la Transfiguración en el pueblo de Kallimasia Hiu.
| Predecesor: Joaquín III | Patriarca de Constantinopla 1884 – 1886 | Sucesor: Dionisio V |

- Datos: Q2332596
- Multimedia: Joachim IV of Constantinople / Q2332596